# Port lotniczy Bora Bora
Port lotniczy Bora Bora – port lotniczy położony na atolu Motu Mute (Polinezja Francuska). Obsługuje wyspę Bora-Bora.

## Linie lotnicze i połączenia
| Linia Lotnicza | Kierunek                                                                                                  |
| -------------- | --- |
| Air Moana      | 1. Moorea 2. Papeete                                                                                      |
| Air Tahiti     | 1. Huahine 2. Manihi 3. Maupiti 4. Moorea 5. Papeete 6. Raiatea 7. Rangiroa (od 18 lipca 2023) 8. Tikehau |